# Jerzy Kłosowski
Jerzy Zbigniew Kłosowski (ur. 16 września 1928 w Przemyślanach, zm. 28 lipca 2007 w Gliwicach) – polski scenograf.

## Życiorys
Po wojnie zamieszkał w Bytomiu, następnie w Gliwicach. W latach 1948–1954 studiował na Wydziale Scenografii ASP w Krakowie pod kierunkiem prof. Karola Frycza, realizując wraz z grupą studentów ASP w składzie: Rita Walter, Roman Cieślewicz, Marian Konieczny, spektakl satyry kukiełkowej Jerzego Korta Profesor Utopek pisze książkę (projekty i realizacja dekoracji, kostiumów kukiełek w Teatrze Satyra w Krynicy). W 1952 wygrał konkurs zorganizowany przez Wydział Scenografii ASP na opracowanie scenografii do sztuki Kazimierza Barnasia Apelacja Willona zrealizowane w ramach współpracy ASP z PWSA w Krakowie. Nagrodzony stypendium zagranicznym w latach 1952–1953 studiował w ASP w Budapeszcie u prof. Endre'a Domanovszky'ego realizując dwa projekty:
- scenografia dla Teatru PWSA w Krakowie do sztuki Williama Shakespeare'a Dwaj panowie z Werony w reżyserii Władysława Krzemińskiego (2 czerwca 1952)
- scenografia dla Teatru Narodowego im. Wojska Polskiego w Warszawie do sztuki Jerzego Lutowskiego Kret w reżyserii Józefa Wyszomirskiego – współtwórca jako asystent scenografa (22 grudnia 1953)

W 1954 uzyskał dyplom ukończenia studiów jako artysta scenograf. W kwietniu 1955 wykonał pierwszą scenografię do opery Jerzego Gablenza Zaczarowane koło w reżyserii Jerzego Zegalskiego wystawiane w Operze Śląskiej w Bytomiu. Był członkiem ZPAP w Okręgu Katowickim, uczestniczył w wystawach zbiorowych Oddziału ZPAP w Gliwicach, w wystawie "Scenografii Szkoły Krakowskiej". Zorganizował indywidualną wystawę scenografii operetkowej w Klubie Międzynarodowej Prasy i Książki w Gliwicach. Oprócz scenografii uprawiał malarstwo sztalugowe, reklamowe i grafikę użytkową. W 1966 na wystawie poplenerowej "Piękno Ziemi Beskidzkiej" w Bielsku zdobył "Wielką Nagrodę Ondraszka" w dziedzinie malarstwa. W 1972 wykonał projekty dekoracji (kostiumy – Wojciech Zieliński) do sztuki George'a Bernarda Shawa Żołnierz i Bohater w reżyserii Mieczysława Daszewskiego dla Teatru Nowego w Zabrzu. W 1976 realizował scenografię do operetki Panna Wodna dla teatru w Ostrawie. W 1981 opracował scenografię i kostiumy dla AM w Katowicach do spektaklu Euredyka zrealizowaną w czasie tournée po Włoszech. Współpracował również z Operetką w Szczecinie.

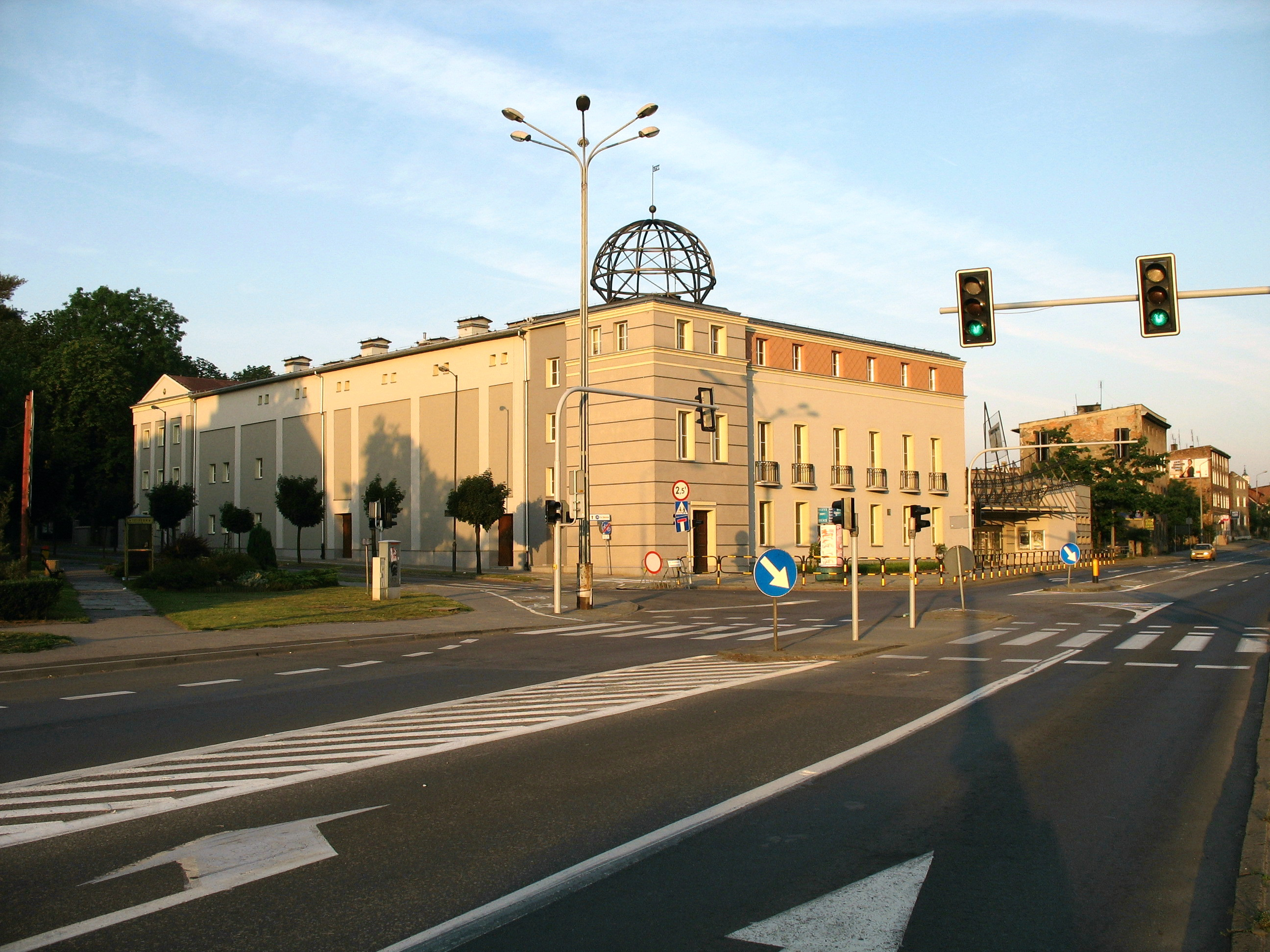
Dawna Operetka Śląska w Gliwicach

W latach 1954–1992 związany głównie z Operetką Śląską w Gliwicach, gdzie stworzył scenografie i kostiumy do 53 premier, między innymi takich jak:
- Król włóczęgów (8 czerwca 1957)
- Bal w operze (22 grudnia 1957)
- Trzej muszkieterowie (3 lipca 1965)
- Paganini (18 grudnia 1972)
- Tysiąc i jedna noc (29 stycznia 1983)
- Sonata Belzebuba (11 maja 1984)
- Popłoch wśród dziewcząt (21 lutego 1987)

Żonaty, troje dzieci, pochowany na Cmentarzu Centralnym w Gliwicach.

## Odznaczenia
- Srebrny Krzyż Zasługi (1973)
- Medal 30-lecia Polski Ludowej (1974)
- Zasłużony Działacz Kultury (1976)
- Krzyż Kawalerski Orderu Odrodzenia Polski (1977)